# Christian Bassogog
Christian Mougang Bassogog (Douala, 18 ottobre 1995) è un calciatore camerunese, attaccante dell'Al-Okhdood e della nazionale camerunese.

## Caratteristiche tecniche
Esterno offensivo, mancino di piede, utilizzato prevalentemente largo a destra - pur essendo in grado di agire anche da centravanti - in un 4-3-3, o eventualmente in un 4-4-2.
Pur non eccellendo tecnicamente, compensa la mancanza di doti tecniche con un'impressionante velocità in progressione, a cui abbina una discreta forza fisica.

## Carriera

### Club
Il 29 aprile 2015 - scovato precedentemente a novembre da Jason Arnold, grazie alla partnership con il Rainbow - viene tesserato dal Wilmington Hammerheads, società americana militante nella USL, terza serie del calcio statunitense.
Dopo essersi messo in mostra pur giocando da subentrato, a causa di un ridimensionamento societario dovuto a una serie negativa di risultati, il 28 agosto 2015 viene ceduto all'Aalborg, in Danimarca. Esordisce nella Superligaen il 29 febbraio 2016 contro il Midtjylland, subentrando al 77' al posto di Lukas Spalvis.
Il 19 febbraio 2017 passa all'Henan Jianye in cambio di 6 milioni di euro –  l'equivalente di 45 milioni di corone danesi – cessione più onerosa di sempre per l'Aalborg. Il calciatore si lega alla società cinese firmando un quinquennale da 7 milioni di euro a stagione. Il 26 febbraio 2021 viene tesserato dallo Shanghai Shenhua.
L'8 febbraio 2024 firma un contratto di un anno e mezzo con l'Ankaragücü, nel campionato turco.

### Nazionale
Complice la mancanza di opzioni in rosa, il CT Hugo Broos - sotto la segnalazione di alcuni suoi collaboratori, che erano andati a visionarlo in Danimarca - decide di convocarlo in nazionale in vista della partita contro lo Zambia, valevole per le qualificazioni ai Mondiali 2018.
Esordisce quindi con i Leoni Indomabili il 12 novembre 2016 contro lo Zambia, subentrando al 36' della ripresa al posto di N'Jie. Il 5 gennaio 2017 il CT Broos lo inserisce nella lista dei 23 convocati alla Coppa d'Africa 2017, per sopperire alle numerose assenze dovute al rifiuto di 7 giocatori - tra cui Matip e Choupo-Moting - di partecipare alla manifestazione. Una sua rete contro il Ghana consente al Camerun di archiviare la semifinale e di accedere alla finale, poi vinta contro l'Egitto. Il 6 febbraio 2017 viene nominato miglior giocatore della Coppa d'Africa.

## Statistiche

### Presenze e reti nei club
Statistiche aggiornate al 24 agosto 2024.
| Stagione                | Squadra                 | Campionato              | Campionato | Campionato | Coppe nazionali | Coppe nazionali | Coppe nazionali | Coppe continentali | Coppe continentali | Coppe continentali | Altre coppe | Altre coppe | Altre coppe | Totale | Totale |
| Stagione                | Squadra                 | Comp                    | Pres       | Reti       | Comp            | Pres            | Reti            | Comp               | Pres               | Reti               | Comp        | Pres        | Reti        | Pres   | Reti   |
| ----------------------- | ----------------------- | ----------------------- | ---------- | ---------- | --------------- | --------------- | --------------- | ------------------ | ------------------ | ------------------ | ----------- | ----------- | ----------- | ------ | ------ |
| 2015                    | W. Hammerheads          | USL                     | 16         | 0          | USOC            | 0               | 0               | -                  | -                  | -                  | -           | -           | -           | 16     | 0      |
| 2015-2016               | Aalborg                 | SL                      | 9          | 0          | CD              | 2               | 0               | -                  | -                  | -                  | -           | -           | -           | 11     | 0      |
| 2016-feb. 2017          | Aalborg                 | SL                      | 21         | 4          | CD              | 0               | 0               | -                  | -                  | -                  | -           | -           | -           | 21     | 4      |
| Totale Aalborg          | Totale Aalborg          | Totale Aalborg          | 30         | 4          |                 | 2               | 0               |                    | -                  | -                  |             | -           | -           | 32     | 4      |
| 2017                    | Henan Jianye            | CSL                     | 24         | 10         | CC              | 0               | 0               | -                  | -                  | -                  | -           | -           | -           | 24     | 10     |
| 2018                    | Henan Jianye            | CSL                     | 27         | 6          | CC              | 0               | 0               | -                  | -                  | -                  | -           | -           | -           | 27     | 6      |
| 2019                    | Henan Jianye            | CSL                     | 25         | 8          | CC              | 0               | 0               | -                  | -                  | -                  | -           | -           | -           | 25     | 8      |
| 2020                    | Henan Jianye            | CSL                     | 4+4        | 1+1        | CC              | 1               | 0               | -                  | -                  | -                  | -           | -           | -           | 9      | 2      |
| Totale Henan Jianye     | Totale Henan Jianye     | Totale Henan Jianye     | 80+4       | 25+1       |                 | 1               | 0               |                    | -                  | -                  |             | -           | -           | 85     | 26     |
| 2021                    | Shanghai Shenhua        | CSL                     | 14         | 4          | CC              | 0               | 0               | -                  | -                  | -                  | -           | -           | -           | 14     | 4      |
| 2022                    | Shanghai Shenhua        | CSL                     | 22         | 5          | CC              | 0               | 0               | -                  | -                  | -                  | -           | -           | -           | 22     | 5      |
| 2023                    | Shanghai Shenhua        | CSL                     | 18         | 2          | CC              | 2               | 0               | -                  | -                  | -                  | -           | -           | -           | 20     | 2      |
| Totale Shanghai Shenhua | Totale Shanghai Shenhua | Totale Shanghai Shenhua | 54         | 11         |                 | 2               | 0               |                    | -                  | -                  |             | -           | -           | 56     | 11     |
| feb.-giu. 2024          | Ankaragücü              | SL                      | 13         | 2          | TK              | 3               | 0               | -                  | -                  | -                  | -           | -           | -           | 16     | 2      |
| ago.-set. 2024          | Ankaragücü              | 1L                      | 3          | 0          | TK              | 0               | 0               | -                  | -                  | -                  | -           | -           | -           | 3      | 0      |
| Totale Ankaragücü       | Totale Ankaragücü       | Totale Ankaragücü       | 16         | 2          |                 | 3               | 0               |                    | -                  | -                  |             | -           | -           | 19     | 2      |
| set. 2024-2025          | Al-Okhdood              | SPL                     | 0          | 0          | KC              | 0               | 0               | -                  | -                  | -                  | -           | -           | -           | 0      | 0      |
| Totale carriera         | Totale carriera         | Totale carriera         | 200        | 43         |                 | 8               | 0               |                    | -                  | -                  |             | -           | -           | 208    | 43     |

### Cronologia presenze e reti in nazionale
| Cronologia completa delle presenze e delle reti in nazionale ― Camerun | Cronologia completa delle presenze e delle reti in nazionale ― Camerun | Cronologia completa delle presenze e delle reti in nazionale ― Camerun | Cronologia completa delle presenze e delle reti in nazionale ― Camerun | Cronologia completa delle presenze e delle reti in nazionale ― Camerun | Cronologia completa delle presenze e delle reti in nazionale ― Camerun | Cronologia completa delle presenze e delle reti in nazionale ― Camerun | Cronologia completa delle presenze e delle reti in nazionale ― Camerun |
| Data                                                                   | Città                                                                  | In casa                                                                | Risultato                                                              | Ospiti                                                                 | Competizione                                                           | Reti                                                                   | Note                                                                   |
| ---------------------------------------------------------------------- | ---------------------------------------------------------------------- | ---------------------------------------------------------------------- | ---------------------------------------------------------------------- | ---------------------------------------------------------------------- | ---------------------------------------------------------------------- | ---------------------------------------------------------------------- | ---------------------------------------------------------------------- |
| 12-11-2016                                                             | Yaoundé                                                                | Camerun                                                                | 1 – 1                                                                  | Zambia                                                                 | Qual. Mondiali 2018                                                    | -                                                                      | 81’                                                                    |
| 5-1-2017                                                               | Yaoundé                                                                | Camerun                                                                | 2 – 0                                                                  | RD del Congo                                                           | Amichevole                                                             | 1                                                                      | 75’                                                                    |
| 10-1-2017                                                              | Yaoundé                                                                | Camerun                                                                | 1 – 1                                                                  | Zimbabwe                                                               | Amichevole                                                             | -                                                                      | 63’                                                                    |
| 14-1-2017                                                              | Libreville                                                             | Burkina Faso                                                           | 1 – 1                                                                  | Camerun                                                                | Coppa d'Africa 2017 - 1º turno                                         | -                                                                      | 84’                                                                    |
| 18-1-2017                                                              | Libreville                                                             | Camerun                                                                | 2 – 1                                                                  | Guinea-Bissau                                                          | Coppa d'Africa 2017 - 1º turno                                         | -                                                                      |                                                                        |
| 22-1-2017                                                              | Libreville                                                             | Camerun                                                                | 0 – 0                                                                  | Gabon                                                                  | Coppa d'Africa 2017 - 1º turno                                         | -                                                                      | 83’                                                                    |
| 28-1-2017                                                              | Libreville                                                             | Senegal                                                                | 0 – 0 dts (4 – 5 dtr)                                                  | Camerun                                                                | Coppa d'Africa 2017 - Quarti di finale                                 | -                                                                      |                                                                        |
| 2-2-2017                                                               | Franceville                                                            | Camerun                                                                | 2 – 0                                                                  | Ghana                                                                  | Coppa d'Africa 2017 - Semifinale                                       | 1                                                                      |                                                                        |
| 5-2-2017                                                               | Libreville                                                             | Egitto                                                                 | 1 – 2                                                                  | Camerun                                                                | Coppa d'Africa 2017 - Finale                                           | -                                                                      | 90+4’                                                                  |
| 24-3-2017                                                              | Radès                                                                  | Tunisia                                                                | 0 – 1                                                                  | Camerun                                                                | Amichevole                                                             | -                                                                      | 46’                                                                    |
| 28-3-2017                                                              | Bruxelles                                                              | Camerun                                                                | 1 – 2                                                                  | Guinea                                                                 | Amichevole                                                             | -                                                                      |                                                                        |
| 10-6-2017                                                              | Yaoundé                                                                | Camerun                                                                | 1 – 0                                                                  | Marocco                                                                | Qual. Coppa d'Africa 2019                                              | -                                                                      |                                                                        |
| 18-6-2017                                                              | Mosca                                                                  | Camerun                                                                | 0 – 2                                                                  | Cile                                                                   | Conf. Cup 2017 - 1º turno                                              | -                                                                      |                                                                        |
| 22-6-2017                                                              | San Pietroburgo                                                        | Camerun                                                                | 1 – 1                                                                  | Australia                                                              | Conf. Cup 2017 - 1º turno                                              | -                                                                      |                                                                        |
| 25-6-2017                                                              | Soči                                                                   | Germania                                                               | 3 – 1                                                                  | Camerun                                                                | Conf. Cup 2017 - 1º turno                                              | -                                                                      |                                                                        |
| 1-9-2017                                                               | Uyo                                                                    | Nigeria                                                                | 4 – 0                                                                  | Camerun                                                                | Qual. Mondiali 2018                                                    | -                                                                      | 85’                                                                    |
| 4-9-2017                                                               | Yaoundé                                                                | Camerun                                                                | 1 – 1                                                                  | Nigeria                                                                | Qual. Mondiali 2018                                                    | -                                                                      | 61’                                                                    |
| 7-10-2017                                                              | Yaoundé                                                                | Camerun                                                                | 2 – 0                                                                  | Algeria                                                                | Qual. Mondiali 2018                                                    | -                                                                      | 73’                                                                    |
| 25-3-2018                                                              | Madinat al-Kuwait                                                      | Kuwait                                                                 | 1 – 3                                                                  | Camerun                                                                | Amichevole                                                             | 2                                                                      | 58’                                                                    |
| 16-11-2018                                                             | Casablanca                                                             | Marocco                                                                | 2 – 0                                                                  | Camerun                                                                | Qual. Coppa d'Africa 2019                                              | -                                                                      | 32’ 67’                                                                |
| 20-11-2018                                                             | Milton Keynes                                                          | Brasile                                                                | 1 – 0                                                                  | Camerun                                                                | Amichevole                                                             | -                                                                      | 68’                                                                    |
| 23-3-2019                                                              | Yaoundé                                                                | Camerun                                                                | 3 – 0                                                                  | Comore                                                                 | Qual. Coppa d'Africa 2019                                              | 1                                                                      |                                                                        |
| 14-6-2019                                                              | Al Wakrah                                                              | Camerun                                                                | 1 – 1                                                                  | Mali                                                                   | Amichevole                                                             | -                                                                      | 33’ 63’                                                                |
| 25-6-2019                                                              | Ismailia                                                               | Camerun                                                                | 2 – 0                                                                  | Guinea-Bissau                                                          | Coppa d'Africa 2019 - 1º turno                                         | -                                                                      |                                                                        |
| 29-6-2019                                                              | Ismailia                                                               | Camerun                                                                | 0 – 0                                                                  | Ghana                                                                  | Coppa d'Africa 2019 - 1º turno                                         | -                                                                      |                                                                        |
| 2-7-2019                                                               | Ismailia                                                               | Benin                                                                  | 0 – 0                                                                  | Camerun                                                                | Coppa d'Africa 2019 - 1º turno                                         | -                                                                      | 83’                                                                    |
| 6-7-2019                                                               | Alessandria d'Egitto                                                   | Nigeria                                                                | 3 – 2                                                                  | Camerun                                                                | Coppa d'Africa 2019 - Ottavi di finale                                 | -                                                                      |                                                                        |
| 12-10-2019                                                             | Radès                                                                  | Tunisia                                                                | 0 – 0                                                                  | Camerun                                                                | Amichevole                                                             | -                                                                      | 87’                                                                    |
| 13-11-2019                                                             | Yaoundé                                                                | Camerun                                                                | 0 – 0                                                                  | Capo Verde                                                             | Qual. Coppa d'Africa 2021                                              | -                                                                      | 71’                                                                    |
| 17-11-2019                                                             | Kigali                                                                 | Ruanda                                                                 | 0 – 1                                                                  | Camerun                                                                | Qual. Coppa d'Africa 2021                                              | -                                                                      | 55’                                                                    |
| 12-11-2020                                                             | Douala                                                                 | Camerun                                                                | 4 – 1                                                                  | Mozambico                                                              | Qual. Coppa d'Africa 2021                                              | -                                                                      | 64’                                                                    |
| 16-11-2020                                                             | Maputo                                                                 | Mozambico                                                              | 0 – 2                                                                  | Camerun                                                                | Qual. Coppa d'Africa 2021                                              | -                                                                      | 80’                                                                    |
| 3-9-2021                                                               | Yaoundé                                                                | Camerun                                                                | 2 – 0                                                                  | Malawi                                                                 | Qual. Mondiali 2022                                                    | -                                                                      | 74’ 90+4’                                                              |
| 6-9-2021                                                               | Abidjan                                                                | Costa d'Avorio                                                         | 2 – 1                                                                  | Camerun                                                                | Qual. Mondiali 2022                                                    | -                                                                      | 77’                                                                    |
| 7-10-2021                                                              | Yaoundé                                                                | Camerun                                                                | 3 – 1                                                                  | Mozambico                                                              | Qual. Mondiali 2022                                                    | -                                                                      | 65’                                                                    |
| 11-10-2021                                                             | Tangeri                                                                | Mozambico                                                              | 0 – 1                                                                  | Camerun                                                                | Qual. Mondiali 2022                                                    | -                                                                      | 46’                                                                    |
| 13-11-2021                                                             | Soweto                                                                 | Malawi                                                                 | 0 – 4                                                                  | Camerun                                                                | Qual. Coppa d'Africa 2021                                              | 2                                                                      | 68’                                                                    |
| 9-1-2022                                                               | Yaoundé                                                                | Camerun                                                                | 2 – 1                                                                  | Burkina Faso                                                           | Coppa d'Africa 2021 - 1º turno                                         | -                                                                      | 81’                                                                    |
| 24-1-2022                                                              | Yaoundé                                                                | Camerun                                                                | 2 – 1                                                                  | Comore                                                                 | Coppa d'Africa 2021 - Ottavi di finale                                 | -                                                                      | 63’                                                                    |
| 29-1-2022                                                              | Douala                                                                 | Gambia                                                                 | 0 – 2                                                                  | Camerun                                                                | Coppa d'Africa 2021 - Quarti di finale                                 | -                                                                      | 87’                                                                    |
| 3-2-2022                                                               | Yaoundé                                                                | Camerun                                                                | 0 – 0 dts (1 – 3 dtr)                                                  | Egitto                                                                 | Coppa d'Africa 2021 - Semifinale                                       | -                                                                      | 98’                                                                    |
| 5-2-2022                                                               | Yaoundé                                                                | Burkina Faso                                                           | 3 – 3 dts (3 – 5 dtr)                                                  | Camerun                                                                | Coppa d'Africa 2021 - Finale 3º posto                                  | -                                                                      | 54’                                                                    |
| 18-11-2022                                                             | Abu Dhabi                                                              | Camerun                                                                | 1 – 1                                                                  | Panama                                                                 | Amichevole                                                             | -                                                                      | 69’                                                                    |
| 28-11-2022                                                             | Al Wakrah                                                              | Camerun                                                                | 3 – 3                                                                  | Serbia                                                                 | Mondiali 2022 - 1º turno                                               | -                                                                      | 30’ 68’                                                                |
| 11-6-2024                                                              | Luanda                                                                 | Angola                                                                 | 1 – 1                                                                  | Camerun                                                                | Qual. Mondiali 2026                                                    | -                                                                      | 19’                                                                    |
| 7-9-2024                                                               | Douala                                                                 | Camerun                                                                | 1 – 0                                                                  | Namibia                                                                | Qual. Coppa d'Africa 2025                                              | -                                                                      | 77’                                                                    |
| 10-9-2024                                                              | Kampala                                                                | Zimbabwe                                                               | 0 – 0                                                                  | Camerun                                                                | Qual. Coppa d'Africa 2025                                              | -                                                                      | 68’                                                                    |
| 11-10-2024                                                             | Douala                                                                 | Camerun                                                                | 4 – 1                                                                  | Kenya                                                                  | Qual. Coppa d'Africa 2025                                              | 1                                                                      | 64’                                                                    |
| 14-10-2024                                                             | Kampala                                                                | Kenya                                                                  | 0 – 1                                                                  | Camerun                                                                | Qual. Coppa d'Africa 2025                                              | -                                                                      | 84’                                                                    |
| 13-11-2024                                                             | Johannesburg                                                           | Namibia                                                                | 0 – 0                                                                  | Camerun                                                                | Qual. Coppa d'Africa 2025                                              | -                                                                      | 78’                                                                    |
| 19-11-2024                                                             | Yaoundé                                                                | Camerun                                                                | 2 – 1                                                                  | Zimbabwe                                                               | Qual. Coppa d'Africa 2025                                              | -                                                                      | 70’                                                                    |
| 19-3-2025                                                              | Nelspruit                                                              | eSwatini                                                               | 0 – 0                                                                  | Camerun                                                                | Qual. Mondiali 2026                                                    | -                                                                      | 78’                                                                    |
| Totale                                                                 |                                                                        | Presenze                                                               | 52                                                                     |                                                                        | Reti                                                                   | 8                                                                      |                                                                        |

## Palmarès

### Club

#### Competizioni nazionali
- Coppa di Cina: 1

Shanghai Shenhua: 2023

### Nazionale
- Coppa d'Africa: 1

Gabon 2017

### Individuale
- Miglior squadra della Coppa d'Africa: 1

2017